# Saffo (Pacini)
Saffo è un'opera lirica in tre atti di Giovanni Pacini su libretto di Salvadore Cammarano tratto da un lavoro di Franz Grillparzer sulla poetessa greca Saffo.

## Storia delle esecuzioni
L'opera venne rappresentata per la prima volta al Teatro San Carlo di Napoli il 29 novembre 1840 con successo e quindi a Parigi al Théâtre-Italien il 15 marzo 1842. Venne poi frequentemente messa in scena nel corso del XIX secolo. La prima rappresentazione nel Regno Unito avvenne il 1º aprile 1843 al Theatre Royal, Drury Lane di Londra e nel 1847 venne rappresentata a New York.
Qualche occasionale rappresentazione si è avuta anche nel XX secolo, come quella data al Teatro San Carlo il 7 aprile 1967, con Leyla Gencer, quella al Gran Teatre del Liceu il giugno di 1987, con Montserrat Caballé, e quella al Wexford Festival nel 1995 sotto la direzione di Maurizio Benini con Carlo Ventre nella parte di Faone.

## Ruoli
| Ruolo    | Voce                 | Primo cast, 29 novembre 1840 (Direttore: Antonio Farelli) |
| -------- | -------------------- | --------------------------------------------------------- |
| Saffo    | soprano/mezzosoprano | Francilla Pixis                                           |
| Climene  | mezzosoprano         | Eloisa Buccini                                            |
| Faone    | tenore               | Gaetano Fraschini                                         |
| Alcandro | baritono             | Giovanni Orazio Cartagenova                               |
| Dirce    | soprano              | Anna Salvetti                                             |
| Lisimaco | basso                | Michele Benedetti                                         |
| Ippia    | tenore               | Napoleone Rossi                                           |

## Trama
Luogo: Grecia
Epoca: Antica Grecia
Durante i Giochi poetici tenuti nel corso dello svolgimento delle 42° Olimpiadi (circa 608 a.C.), una poetessa di nome Saffo canta contro la pratica di gettare criminali e indesiderabili da una scogliera sull'isola di Leucade, nella speranza che Apollo li salvi prima che affoghino fra i flutti, e che il sommo sacerdote del dio, Alcandro, venga scacciato con disprezzo. Lui giura di vendicarsi e interviene su Faone, un corteggiatore di Saffo roso dalla gelosia. Alla conferma di Alcandro, Faone denuncia Saffo di preferirgli il poeta Alceo.
Successivamente, poiché Saffo è in conflitto con il dio Apollo, decide di coltivare un'amicizia con Climene, figlia di Alcandro, allo scopo di ottenere che il sommo sacerdote interceda presso Apollo. Saffo accetta di cantare al matrimonio di Climene, ma quando scopre che lo sposo è Faone, perde il controllo delle sue azioni e tenta di interrompere la cerimonia, vandalizza l'altare di Apollo e va via.
Saffo ritorna in cima alla scogliera di Leucadia, convinta che il suo amore per Faone sia una maledizione di Apollo. Pertanto decide di gettarsi giù dalla scogliera nella speranza che Apollo la salvi togliendogli la pena d'amore. Come richiesto dalla consuetudine, si identifica con Ippia, il tutore del mare. Egli la invita a gettarsi, ma un vecchio presente nelle vicinanze ascolta tutto. Questi riconosce in Saffo la figlia che Alcandro aveva perso di vista da tempo, quindi sorella di Climene, mentre giungono Alcandro, Climene e Faone. Tutti sono felici della riunione finché Ippia non annuncia che Saffo ha fatto un accordo con Apollo dal quale non si può sciogliere. Saffo accetta la sua sorte, dà l'addio a tutti e si getta nel vuoto. Climene sviene e Faone vorrebbe seguirla gettandosi anche lui dalla rupe. Apollo, ancora adirato, la lascia annegare.

## Struttura musicale
- Sinfonia

### La corona olimpica
- N. 1 - Introduzione e Cavatina di AlcandroDivini carmi? Quante ne desta - Di sua voce il suon giungea (Coro, Alcandro, Ippia)
- N. 2 - Duetto fra Saffo e Faone Quando il mio caldo genio (Saffo, Faone, Coro, Lisimaco)

### Le nozze di Faone
- N. 4 - Coro e Cavatina di Climene Al crin le cingete la rosea corona - Ah! con lui mi fu rapita (Coro, Dirce, Climene)
- N. 5 - Duetto fra Climene e Saffo Ahi crudo fato! Ahi misera!
- N. 6 - Finale II Le certe, le tibie confondano i suoni (Coro, Alcandro, Faone, Climene, Saffo, Lisimaco, Ippia, Dirce)

### Il salto di Leucade
- N. 7 - Coro e Terzetto fra Alcandro, Saffo e Climene Signor di Leucade ~ occhio del ciel - Ah! che un perfido son io (Coro, Saffo, Alcandro, Lisimaco Climene, Ippia)
- N. 8 - Aria di Faone Qual frutto acerbo io colsi (Faone, Ippia, Coro)
- N. 9 - Coro, Aria di Saffo e Finale Ultimo Teco dall'are pronube - L'ama ognor qual io l'amai (Coro, Saffo, Climene, Dirce, Alcandro, Lisimaco, Faone, Ippia)

## Registrazioni
| Anno | Cast (Saffo, Faone, Alcandro, Climene)                               | Direttore, Teatro e orchestra                                                | Etichetta                              |
| ---- | -------------------------------------------------------------------- | ---------------------------------------------------------------------------- | -------------------------------------- |
| 1967 | Leyla Gencer, Tito Del Bianco, Louis Quilico, Franca Mattiucci       | Franco Capuana, Orchestra e coro del Teatro San Carlo di Napoli              | Audio CD: Opera d'Oro ASIN: B000EQ5Q4A |
| 1995 | Francesca Pedaci, Carlo Ventre, Roberto De Candia, Mariana Pentcheva | Maurizio Benini, RTÉ National Symphony Orchestra (live al Wexford Festival). | Audio CD: Marco Polo ASIN: B00000465M  |